# Veni
Veni byl úředník a hodnostář ve starověkém Egyptě v období 6. dynastie. Během své dlouhé úřednické kariéry za vlády panovníků Tetiho, Pepiho I. a Merenrea I. zastával řadu funkcí, jednou z nich byl i úřad správce nomu Horního Egypta. Informace o Veniho životě pocházejí z jeho nalezené autobiografie, který je nejdelším známým literárním textem z doby Staré říše. Byla nalezena v hrobce prince a vrchního kněze, Nekhty. Překlad do francouzštiny pořídil Auguste Mariette.

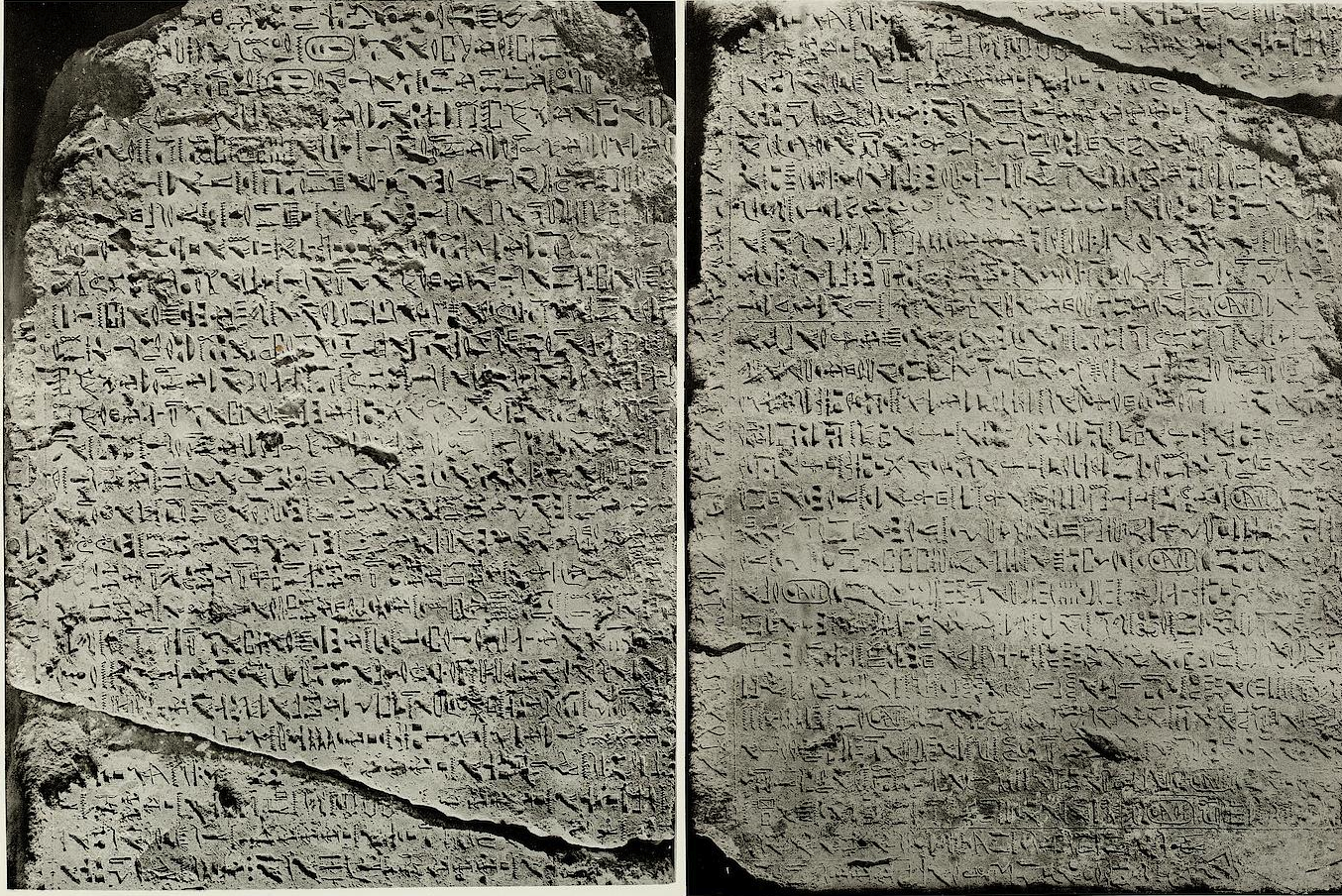
Autobiografie vezira Weni; Muzeum Cairo

V průběhu své kariéry byl Veni pověřen řadou nesnadných úkolů: vedl expedice do alabastrových lomů v Núbii, organizoval stavbu velkých nákladních lodí a vybudování průplavu nilskými katarakty u Asuánu, řídil válečné výpravy do Levanty. Měl hodnost generála a byl prvotřídním vojákem faraonovy armády a skvělým stratégem. Prvými nepřáteli, se kterými se musel setkat, byly beduínské kmeny, které pocházely z Kanaánu, a které na hranicích říše ohrožovaly egyptskou nadvládu nad touto oblastí.
O jeho postavení u královského dvora svědčí to, že byl Pepim I. jako „schopnější než kterýkoli králův úředník, než kterýkoli šlechtic a než kterýkoli (jiný) služebník“ pověřen vyšetřováním neúspěšného harémového spiknutí proti králi, které zorganizovala jedna z egyptských královen, nejspíše Anchesenmeryre II. .